# Georg I av Sachsen-Meiningen
Georg I av Sachsen-Meiningen Georg Friedrich Karl, född 4 februari 1761 i Frankfurt am Main, död 24 december 1803 i Meiningen, var regerande hertig av Sachsen-Meiningen från 1782 till 1803.

## Biografi
Georg I  var son till hertig Anton Ulrik av Sachsen-Meiningen och Charlotte Amalie av Hessen-Philippsthal.
Han gifte sig 1782 med Luise Eleonore av Hohenlohe-Langenburg (1763–1837).

## Barn
- Adelheid Adelaide av Sachsen-Meiningen  (1792–1849); gift på Kew Palace, London 1818 med William IV av Storbritannien (1765–1837)
- Ida (1794–1852); gift 1816 med Bernhard av Sachsen-Weimar (1792–1862)
- Bernhard II av Sachsen-Meiningen (1800–1882); gift 1825 med Marie av Hessen-Kassel (1804–1888)